# Джинзо Мацумура
Джинзо Мацумура (14 лютого 1856 — 4 травня 1928) — японський ботанік.

## Біографія
Мацумура народився в префектурі Ібаракі в сім'ї самурая. У юності він дуже захоплювався ботанікою. 1870 року він поїхав до Токіо, щоб вивчати політику, право та науку англійською мовою. 1877 року було створено «Імператорський Токійський університет» і його «Департамент біологічних наук». «Ботанічний сад Коїсікава» стає частиною університету, і з травня того ж року там працює Мацумура. Під керівництвом Ятабе, Мацумура починає свою історію в ботанічній галузі. Він проводить багато часу, відвідуючи всю Японію, щоб зібрати зразки. У 1883 році він отримав посаду доцента ботаніки в Токійському університеті під керівництвом Рьокічі Ятабе. Потім Мацумура навчався за кордоном у Вюрцбурзі та Гейдельберзі між 1886 і 1888 роками. У 1890 році він став професором Токійського університету, а в 1897 році став директором ботанічного саду Коісікава. Він також служив деканом ботанічного факультету. У 1922 році Мацумура залишив викладацьку діяльність і почав публікувати вірші вака.

## Вшанування
На честь вченого названо Matsumurella — рід рослин з родини глухокропивових, що поширений у Японії, Тайвані, на півдні Китаю.

## Вибрані праці
- Nomenclature of Japanese Plants in Latin, Japanese, and Chinese (1884)
- Names of Plants and their Products in English, Japanese, and Chinese (1892)
- Conspectus of Leguminosœ (1902)
- Index plantarum Japonicarum: Cryptogamœ (1904)
- Phanerogamœ (1905)
- з Ito, Tentamen Florœ Lutchuensis (1899)
- з Ito, Rivisio Alni Specierum Japonicarum (1902)
- з Hayata, Enumeratio Plantarum in Insula Formosa Sponte Crescentium (1906)